# Helēna Demakova
Helēna Demakova (ur. 3 września 1959 w Rydze) – łotewska polityk i kurator wystaw artystycznych, posłanka na Sejm, w latach 2004–2009 minister kultury.

## Życiorys
Na przełomie lat 70. i 80. kształciła się na kursach szkoleniowych w Łotewskiej Akademii Sztuk Pięknych. W 1987 została absolwentką wydziału języków obcych Uniwersytetu Łotwy. W latach 1985–1988 pracowała w Bibliotece Łotewskiej SRR, po czym do 1990 wchodziła w skład organu doradczego przy resorcie kultury Łotewskiej SRR. Od 1990 pracowała jako wykładowczyni akademicka, dyrektor artystyczna galerii i dyrektor wykonawcza fundacji edukacyjnej. Była członkinią redakcji czasopism „Grāmata” i „Kentaurs XXI”. Również w 1990 zajęła się działalnością jako krytyk sztuki i kurator wystaw artystycznych.
W 1996 premier Andris Šķēle powierzył jej funkcję swojego doradcy do spraw kultury. W 1998 współtworzyła Partię Ludową. W latach 1998–2002 z jej ramienia sprawowała mandat deputowanej. formalnie zasiadała w Sejmie także w grudniu 2004 oraz w listopadzie 2006.
W marcu 2004 objęła urząd ministra kultury w rządzie Indulisa Emsisa. Sprawowała go też w kolejnych gabinetach, którymi kierowali Aigars Kalvītis i Ivars Godmanis. Ustąpiła z tej funkcji w styczniu 2009, motywując to względami zdrowotnymi. Urzędowanie zakończyła w następnym miesiącu.
Wycofała się z aktywności politycznej. Pracowała w przedsiębiorstwie Air Baltic i biurze rozwoju turystyki w Rydze, a także na Łotewskiej Akademii Sztuk Pięknych. Powróciła do działalności jako kurator wystaw artystycznych.

## Odznaczenia
- Medal Rady Bałtyckiej – 2002[9]